# Niklas Maak

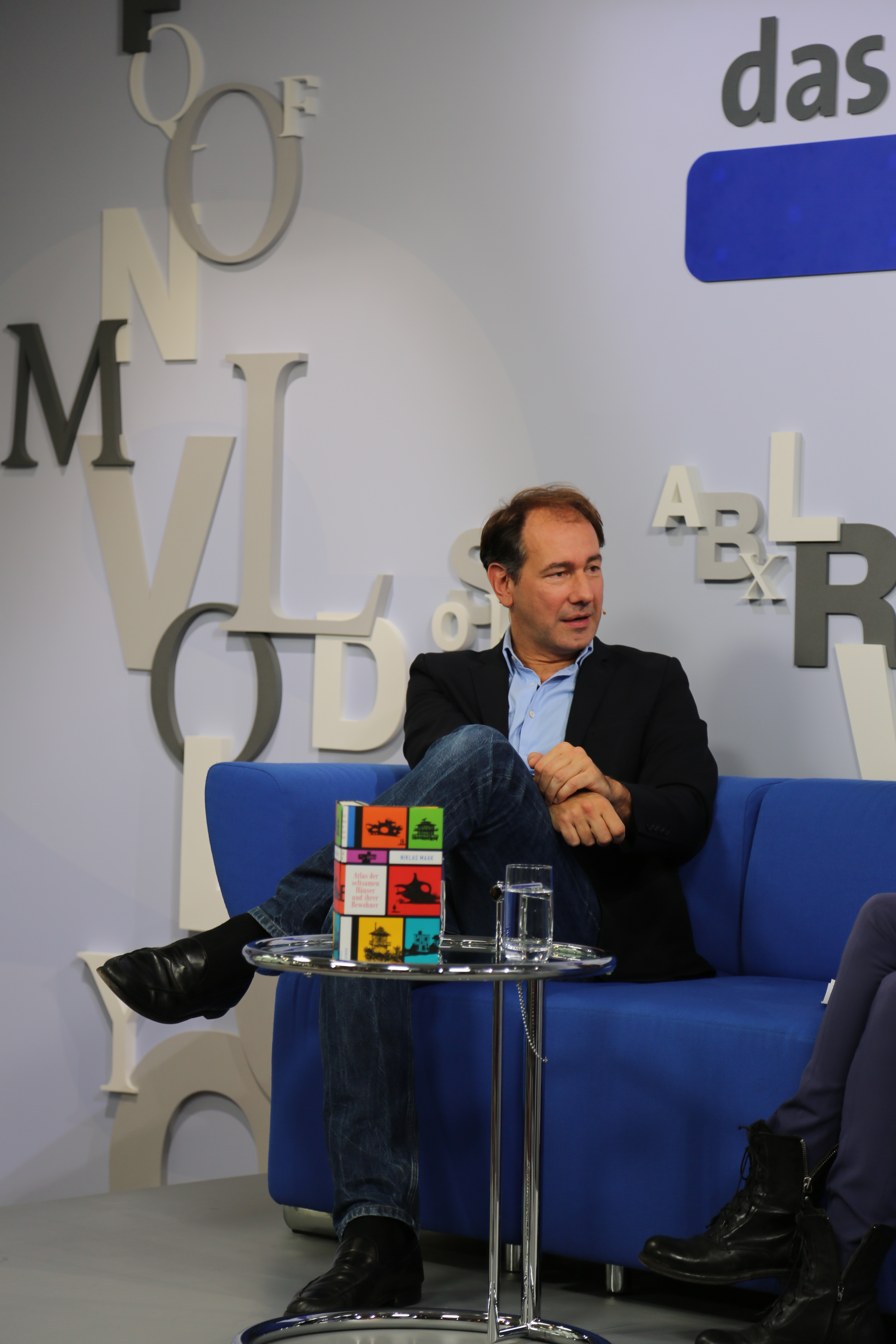
Niklas Maak als Gast auf dem Blauen Sofa bei der Frankfurter Buchmesse 2016

Niklas Maak (* 17. August 1972 in Hamburg) ist ein deutscher Journalist und Architekturkritiker.

## Ausbildung
Maak begann das Architekturstudium an der Hochschule für bildende Künste Hamburg, wo seine Professoren unter anderen Bernhard Winking und Hinrich Baller waren. Er brach das Studium jedoch ab und studierte stattdessen die Fächer Jura und Kunstgeschichte. Neben seiner geisteswissenschaftlichen Ausbildung hat Maak auch einen Nebenfach-Abschluss in Rechtswissenschaften. Das Fach Kunstgeschichte studierte Maak an der Universität Hamburg, wo einer seiner Professoren Martin Warnke war. Warnke betreute auch die Doktorarbeit von Maak, ebenfalls an der Universität Hamburg. Maak untersuchte für seine Dissertation naturbezogene Entwurfsmethodik, Entwurfshaltung und Entwurfskonzept von Le Corbusier – in Bezug auf das Werk des Schriftstellers Paul Valéry.
Im Rahmen eines Forschungsaufenthalts in Paris – für die Dissertation – studierte Maak 1996/97 zusätzlich das Fach Philosophie an der École des hautes études en sciences sociales (EHESS) bei Jacques Derrida. Die Promotion an der Universität Hamburg um Fach Kunstgeschichte erfolgte 1998. Die überarbeitete Version der Doktorarbeit erschien 2010 im Carl Hanser Verlag unter dem Titel Der Architekt am Strand. Le Corbusier und das Geheimnis der Seeschnecke. In der Deutschen Akademie Rom Villa Massimo war Niklas Maak Kurzzeitstipendiat 2022/23.

## Journalismus und Vermittlungsarbeit
Von 1999 bis 2001 war er Redakteur für Architektur und Streiflicht-Autor der Süddeutschen Zeitung. Seit 2001 ist er Redakteur im Feuilleton der Frankfurter Allgemeinen Zeitung. Maak (nma) leitet dort zusammen mit Stefan Trinks das Kunstressort. Er war „key collaborator“ bei der von Rem Koolhas und Samir Bantal kuratierten Ausstellung Countryside, The Future, die vom Februar 2020 bis zum Februar 2021 im Solomon R. Guggenheim Museum in New York gezeigt wurde. Anlässlich der Verleihung des Johann-Heinrich-Merck-Preis 2022 an Maak verfasste Rem Koolhaas eine Laudatio über den Preisträger.
Außer über Architektur hat Niklas Maak auch über Produktdesign publiziert. Ein besonderes Interesse ist hierbei das Design von Automobilen und deren kulturelle Bedeutung. Ein Auto (Mercedes 350 SL von 1971) ist auch der Protagonist in dem Roman Fahrtenbuch (2011). In dem Buch betrachtet Maak Automobil und Kinofilm als die großen paradigmatischen Erfindungen der Moderne.

## Lehre
Maak unterrichtet Architekturgeschichte und -theorie an zwei Hochschulen: seit 2014 an der Harvard Graduate School of Design; seit 2021 als Gastprofessor an der Städelschule in Frankfurt am Main. Gemeinsam Daniel Birnbaum und Yara von Lindequist führte Maak 2024 ein Bauprojekt mit Studierenden der Städelschule durch. „The Frankfurt Prototype“ war ein temporärer Bau, der gemeinsam mit Studierenden geplant und ausgeführt wurde.

## Auszeichnungen
- 2009: „George-F.-Kennan-Kommentar-Preis“ des deutschen Außenministeriums für eine polemische Architektur-Kritik der neuen US-Botschaft Berlin[12][13]
- 2012: Henri-Nannen-Preis in der Kategorie Bestes Essay, für „Architekten, auf die Barrikaden!“, erschienen in der Frankfurter Allgemeinen Sonntagszeitung[14]
- 2015: Preis für Architekturkritik des Bundes Deutscher Architekten[15]
- 2017: Kritikerpreis des HBS-Kulturfonds[16]
- 2022: Johann-Heinrich-Merck-Preis für literarische Kritik und Essay von der Deutschen Akademie für Sprache und Dichtung[17]
- 2023: Journalistenpreis Bahnhof mit Corinna Budras

## Schriften
- mit Pamela Lee, Okwui Enwezor, Wolfgang Tillmans: Kunst lehren/ Teaching art, Städelschule Frankfurt am Main, König, Köln,  2008, ISBN 3-86560-339-4.
- mit Stanislaus von Moos, Arthur Rüegg und anderen: Le Corbusier – Kunst und Architektur, Martin-Gropius-Bau, Berlin (Ausstellungskatalog), 2009,  ISBN 978-3-931936-72-3.
- Der Architekt am Strand. Le Corbusier und das Geheimnis der Seeschnecke, Hanser Verlag, München 2010, ISBN 978-3-446-23499-4.
- Fahrtenbuch: Roman eines Autos, Hanser Verlag, München 2011, ISBN 978-3-446-23558-8.[18]
- Wohnkomplex. Warum wir andere Häuser brauchen, Hanser-Verlag, München 2014,  ISBN 978-3-446-24352-1.
- Atlas der seltsamen Häuser und ihrer Bewohner. Carl Hanser, München 2016, ISBN 978-3-446-25289-9.
- Durch Manhattan. Zeichnungen und Fotos Leanne Shapton. München : Carl Hanser, 2017, ISBN 978-3-446-25666-8
- Technophoria. Roman. Carl Hanser Verlag, München 2020, ISBN 978-3-446-26834-0
- Servermanifest. Architektur der Aufklärung: Data Center als Politikmaschinen, Hatje Cantz Verlag, Berlin 2022, ISBN 978-3-7757-5069-1.
- Dekorateur der Macht, in Frankfurter Allgemeine Sonntagszeitung, 22. Januar 2023, S. 35
- In einem neuen Licht, in Frankfurter Allgemeine Sonntagszeitung, 24. Dezember 2023, S. 33